# Flutto (sous-marin)
Le Flutto est un sous-marin de la classe Tritone série I, en service dans la Regia Marina lancé pendant la Seconde Guerre mondiale.

## Caractéristiques
La classe Tritone déplaçait 866 tonnes en surface et 1 068 tonnes en immersion. Les sous-marins mesuraient 63,15 mètres de long, avaient une largeur de 46,98 mètres et un tirant d'eau de 4,87 mètres. Ils avaient une profondeur de plongée opérationnelle de 130 mètres. Leur équipage comptait 6 officiers et 44 sous-officiers et marins. 
Pour la navigation de surface, les sous-marins étaient propulsés par deux moteurs diesel FIAT de 1 200 chevaux-vapeur (cv) (883 kW) chacun  entraînant deux arbres d'hélices. En immersion, chaque hélice était entraînée par un moteur électrique  CDRA de 400 chevaux-vapeur (294 kW). Ils pouvaient atteindre 16 nœuds (29,6 km/h) en surface et 8 nœuds (14,8 km/h) sous l'eau. En surface, la classe Tritone Série I avait une autonomie de 13 000 milles nautiques (24 076 km) à 8,5 noeuds (15,7 km/h); en immersion, elle avait une autonomie de 74,5 milles nautiques (138 km) à 4 noeuds (7,4 km/h).
Les sous-marins étaient armés de six tubes lance-torpilles (4 à l'avant et 2 à l'arrière) de 53,3 centimètres. Pour les combats en surface, ils étaient équipés de 1 canon de 100/47 mm et de 4 mitrailleuses Breda Model 1931 de 13,2 mm sur deux tambours rétractables.

## Construction et mise en service
Le Flutto est construit par le chantier naval Cantieri Riuniti dell'Adriatico (CRDA) de Monfalcone en Italie, et mis sur cale le 1er décembre 1941. Il est lancé le 19 novembre 1942 et est achevé et mis en service le 20 mars 1943. Il est commissionné le même jour dans la Regia Marina.

## Historique
Au cours des essais, on constaté que les performances du sous-marin sont inférieures aux prévisions (un problème déterminé également par les conditions précaires dans lesquelles se trouve alors l'industrie italienne) : moins d'autonomie à la fois en surface (1 123 miles de moins que prévu) et en plongée, plus de consommation de carburant, de sérieux problèmes aux hélices à pas constant (qui ont été remplacées par des hélices à pas variable).
Le 10 juillet 1943, il quitte Bonifacio pour sa première mission (sous le commandement du lieutenant de vaisseau (tenente di vascello) Francesco Caprile), au large d'Augusta. Vers 15 heures le jour suivant, il traverse le détroit de Messine et ne donne plus de nouvelles de lui.
Sur la base des informations fournies par les Alliés après la guerre, on apprend que le Flutto a coulé le 11 ou le 13 juillet 1943, au large de Catane, par les vedette-torpilleurs (en anglais : Motor Torpedo Boat ou MTB) à moteur britanniques MTB 640, MTB 651 et MTB 670,,.
Aucun des 49 membres de l'équipage (le commandant Caprile, 5 autres officiers et 43 sous-officiers et marins),, n'a été sauvé.
Le Flutto avait effectué 6 missions de transfert et une seule mission de guerre, pour un total de 1 670 milles nautiques (3 094 km) parcourus..